# Bătălia de pe Yser
Bătălia de pe Yser (în franceză Bataille de l'Yser, în neerlandeză Slag om de IJzer) a fost o bătălie a Primului Război Mondial care a avut loc în octombrie 1914 pe un teritoriu aflat între orașele Nieuwpoort și Diksmuide, de-a lungul unei fâșii lungi de 35 km a râului Yser și a canalului Yperlee din Belgia. Linia frontului a fost păstrată de o mare armată belgiană  care a oprit înaintarea germană într-o bătălie defensivă costisitoare. Victoria aliaților pe Yser a oprit înaintarea germană în ultimul colț neocupat al Belgiei, dar a lăsat totuși armata germană în stăpânirea a aproximativ 95% din teritoriul belgian.
Victoria de pe Yser a permis Belgiei să-și păstreze controlul asupra unei fâșii de teritoriu, transformându-l pe regele Albert I într-un erou național belgian, întărind mândria națională și asigurând un loc de întâlnire pentru comemorările sacrificiilor eroice din secolul al XX-lea.

## Context

### Invazia germană din Belgia
Pe 2 august 1914, guvernul belgian a refuzat trecerea prin Belgia a trupelor germane și în noaptea de 3/4 august Marele Stat Major al Armatei Belgiene a comandat Diviziei a 3-a de la Liège să împiedice înaintarea germană. Armata germană a invadat Belgia în dimineața zilei de 4 august. Apărată de Divizia a 3-a, garnizoana de la Liège, o unitate a Diviziei de Cavalerie și detașamente din Liège și Namur, Armata Belgiană s-a masat către la râul Gete și pe 4 august, Divizia 1-a s-a reunit la Tienen, Divizia a 5-a la Perwez, Divizia a 2-a la Louvain și Divizia a 6-a la Wavre, acoperind zonele centrale și vestice ale Belgiei și comunicațiile către Antwerpen. Cavaleria germană a ajuns la Vise în dimineața zilei de 4 august, constatând că podul a fost distrus și că trupele belgiene se aflau pe malul vestic; germanii au trecut printr-un vad și i-au forțat pe belgieni să se retragă spre Liège. Către seară, a devenit clar pentru Marele Stat Major al Armatei Belgiene că Divizia a 3-a și garnizoana de la Liège se aflau în calea unei forțe de invazie foarte numeroase.
Fiind informată că cinci corpuri germane și șase corpuri de rezervă se aflau în Belgia și lipsită de un sprijin imediat disponibil din partea armatei franceze și a Forței Expediționare Britanice (BEF), armata de uscat a Belgiei a fost obligată să se retragă spre Reduta Națională în seara zilei de 18 august și a ajuns acolo la 20 august. Lupta purtată între Divizia 1-a și Corpul IX German în apropiere de Tienen le-a cauzat belgienilor un număr de 1.630 de pierderi umane. Guvernul belgian condus de Charles de Broqueville a plecat de la Bruxelles către Anvers, iar capitala belgiană a fost ocupată fără luptă pe 20 august, din moment ce armata belgiană se retrăsese deja la Anvers. Asedierea orașului Namur s-a încheiat cu capitularea belgiană pe 24 august, după ce armata belgiană a realizat o incursiune din Anvers către Bruxelles. Germanii au detașat Corpul III de Rezervă din Armata 1-a pentru a apăra orașul și o divizie a Corpului IV de Rezervă pentru a ocupa Bruxelles-ul.

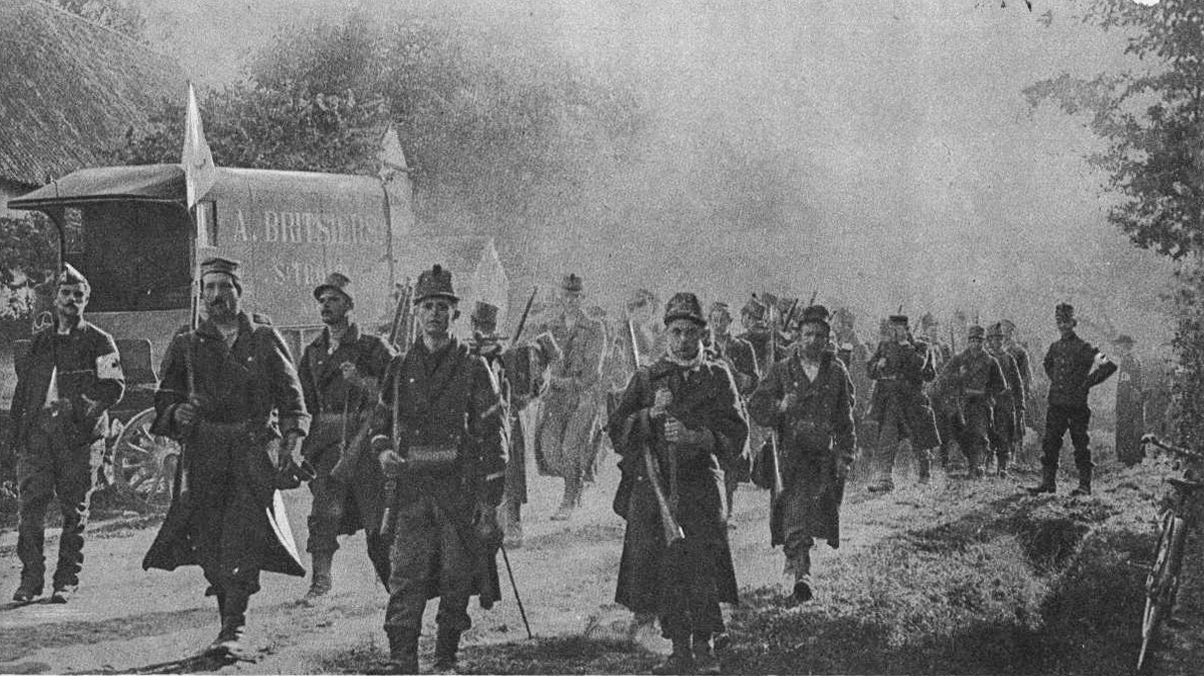
Soldați belgieni în 1914

Pe 1 octombrie, generalul Hans Hartwig von Beseler a ordonat atacarea forturilor Sint-Katelijne-Waver, Walem și a redutelor Bosbeek și Dorpveld din apropiere de Anvers de către Divizia a 5-a de Rezervă și Divizia de pușcași marini. În jurul orei 11.00 a.m. fortul Walem a fost grav avariat, fortul Lier a fost bombardat puternic, fortul Koningshooikt și redutele Tallabert și Bosbeek erau în mare parte intacte, iar terenul aflat între fortul Sint-Katelijne-Waver și reduta Dorpveld fusese capturat. Contraatacul a eșuat, iar Divizia a 4-a Belgiană a fost redusă la 4.800 de militari. Comandanții belgieni au ordonat retragerea flancului stâng al armatei către o linie de apărare la nord de râul Nete, ceea ce a acoperit breșa din defensiva exterioară a orașului și a ținut orașul la distanță de atacurile artileriei supergrele germane. În timpul zilei au fost publicate proclamații prin care locuitorii erau avertizați că regele Albert I și guvernul vor părăsi Anversul. Pe 9 octombrie, trupele germane au găsit câteva forturi ale inelului interior de apărare ca fiind părăsite; Beseler a oprit bombardamentul și l-a somat pe guvernatorul militar, generalul Victor Deguise, să se predea. Aproximativ 30.000 de militari din garnizoana orașului Anvers s-au predat și orașul a fost ocupat de trupele germane. Aproximativ 33.000 de militari ai garnizoanei (circa 30% din efectivul Armatei Belgiene) se refugiaseră către nord, în Olanda, unde au fost internați o perioadă.
În timpul asediului orașului Anvers, armatele germană și franceză s-au luptat în Bătălia Frontierelor (7 august - 13 septembrie) și apoi armatele germane din nord au urmărit armata franceză și Forța Expediționară Britanică spre sud, în Franța, în Marea Retragere, care a culminat cu Prima bătălie de pe Marna  (5-12 septembrie), urmată de Prima bătălie de pe Aisne (13-28 septembrie). O serie de  încercări reciproce ale armatelor franco-britanice și germane de a învălui flancul nordic al armatei opuse au dus la Cursa către mare care a avut loc prin Picardia, Artois și Flandra (17 septembrie - 19 octombrie). „Cursa” s-a încheiat pe țărmul belgian al Mării Nordului, atunci când ultima zonă deschisă de la Dixmude către Marea Nordului a fost ocupată de trupele belgiene de la Anvers.

### Retragerea Aliaților către Yser

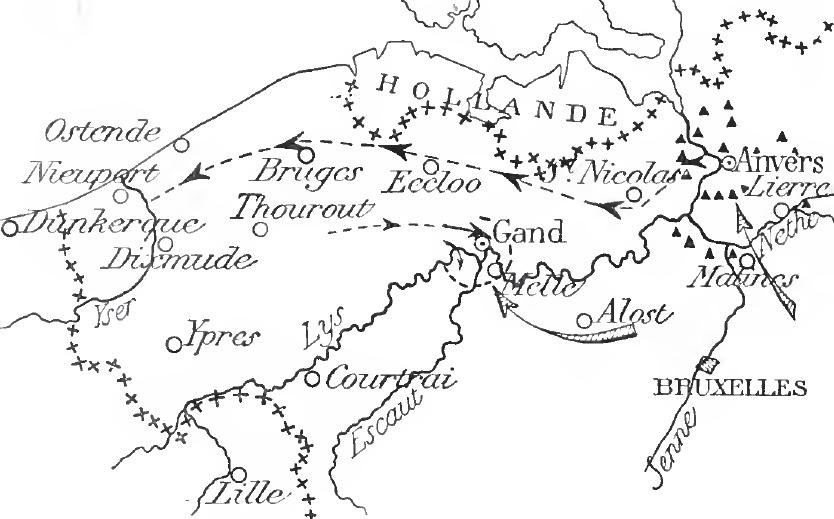
Căderea Anversului și retragerea aliaților, 1914

Forțele britanice și franceze din Belgia au acoperit retragerea trupelor belgiene și britanice de la Anvers. Diviziile 1-a, a 3-a și a 4-a au ajuns la Oostende, diviziile a 5-a și a 6-a au ajuns la Torhout și Diksmuide și trupele din garnizoana Anvers s-au deplasat într-o zonă aflată la nord-vest de orașul Gent. Divizia a 4-a germană și trupele Landwehr de la Lokeren și Moerbeke se deplasau înspre est, înainte ca retragerea armatei belgiene să fie descoperită. Corpul III de Rezervă și Divizia a 4-a au primit apoi ordinul de a se îndrepta spre vest și să avanseze către Kortrijk pentru a prelungi principalul front german, înainte de a fi trimise către Gent și Bruges, cu ordinul de a ajunge în orașele Blankenberge și Oostende de pe coastă. Pe 11 octombrie, trupele germane au fost detectate avansarea pe Ghent, timp în care Belgiene cetatea trupe s-au înrolat în armată în câmp. O retragere de la Ghent din 3:00–10:00 p.m. a început, după care trupele germane au intrat în oraș. Mai multe poduri au fost demolate în timpul pensionare, deși o mulțime de civili pe principalele drumuri și poduri feroviare a condus să fie lăsat intact.

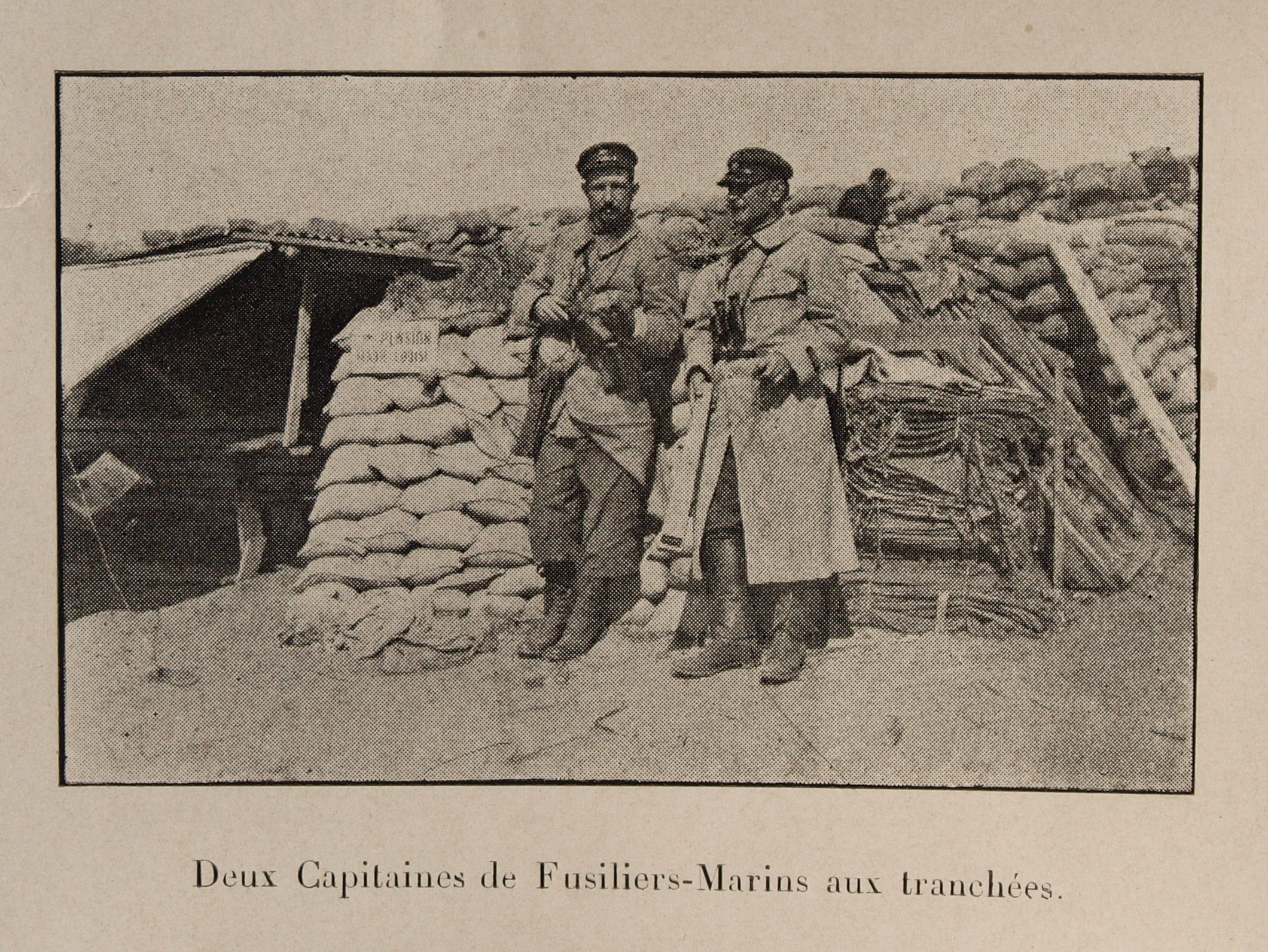
Fusilier marins francezi în Bătălia de pe Yser

În 18 octombrie, trupele belgiene, britanice și franceze din nordul Franței și Belgia formaseră o linie defensivă, cu Corpul II Britanic pe poziție, cu Divizia a 5-a Britanică de la canalul La Bassée către Beau Puits, cu Divizia a 3-a Britanică de la Illies către Aubers, cu trei divizii ale Corpului de cavalerie franceză al generalului Conneau desfășurate de la Fromelles către Le Maisnil, Corpul III Britanic cu Divizia a 6-a de la Radinghem la Epinette și Divizia a 4-a de la Epinette la Pont Rouge, Corpul de Cavalerie al BEF cu diviziile 1-a și a 2-a de cavalerie de la Deûlémont la Tenbrielen, Corpul IV Britanic cu Divizia a 3-a de Cavalerie de la Zandvoorde către Oostnieuwkirke, Groupe Bidon și Corpul de Cavalerie de Mitry din Roulers la Cortemarck, diviziile teritoriale 87 și 89 de la Passchendaele la Boesinghe și apoi armata de uscat belgiană și trupele din garnizoanele belgiene de la Boesinghe la Nieuport, cu brigada de Fusliers Marin la Dixmude.

### Terenul din Flandra

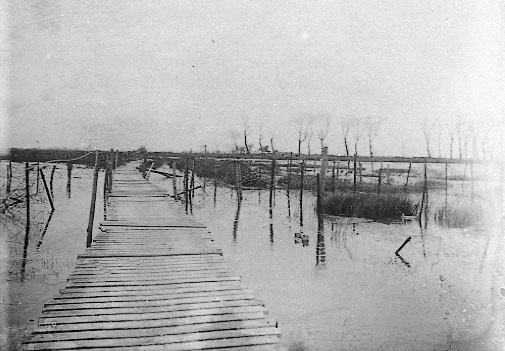
Inundațiile din Ramskapelle

Partea din nordul Franței și din nordul Belgiei de la Pas-de-Calais către estuarul râului Schelde era cunoscută sub numele de Flandra încă din secolul al XI-lea. La vest de linia ce unea orașele Arras și Calais din nordul Franței se aflau terenuri calcaroase folosite în scop agricol și la est de această linie altitudinea terenului scădea, formând câmpia Flandrei. În 1914, câmpia era mărginită de canale ce făceau legătura între orașele Douai, Béthune, Saint-Omer și Calais. La sud-est, canalele se întindeau între Lens, Lille, Roubaix și Courtrai, râul Lys curgea de la Courtrai la Ghent și la nord-vest se afla marea. Câmpia este aproape plată, în afară de o linie de dealuri joase din Cassel, de la est de Mont des Cats, Mont Noir, Mont Rouge, Scherpenberg și Muntele Kemmel. Din Kemmel, coasta scădea în altitudine către nord-est, de la Ypres prin Wytschaete, Gheluvelt și Passchendaele, făcea o curbă către nord, apoi spre nord-vest, la Dixmude unde dădea în câmpie. O fâșie de coastă de aproximativ 16 km lățime avea o altitudine aproape de nivelul mării și era acoperită cu dune de nisip. Terenul era format în principal din luncă, tăiat de canale, diguri, șanțuri de drenaj și drumuri construite pe diguri. Râurile Lys, Yser și partea superioară a râului Schelde erau canalizate și între ele, nivelul apei subterane este aproape de suprafață, crescând toamna către sol, care începea să mustească de apă. El se transforma la suprafața solului într-o mlaștină consistentă ce limita deplasările trupelor pe coastă doar la drumurile amenajate, cu excepția perioadei de îngheț.
Restul câmpiei Flandrei era format din pădure și câmpuri mici, împărțite de garduri vii, arbori și terenuri cultivate de micii fermieri. Terenul era dificil pentru operațiile de infanterie din cauza lipsei posibilităților de observație, fiind greu de pus în aplicare din cauza obstacolelor numeroase, în timp ce operațiunile de artilerie erau aproape imposibile din cauza terenului jos și a dificultății de deplasare a armamentului greu. La sud de canalul La Bassée în jurul orașelor Lens și Béthune era o zonă minieră de extragere a cărbunelui acoperită cu grămezi de zgură, gropi (fosses) și case ale minerilor (corons). La nord de canal, orașele Lille, Tourcoing și Roubaix formau un complex industrial, cu unități de producție la Armentières, Comines, Halluin și Menin, de-a lungul râului Lys, cu fabrici de rafinare a sfeclei de zahăr și de distilare a alcoolului și o fabrică de oțel lângă Aire. Terenurile învecinate erau zone agricole, cu drumuri largi și neasfaltate pe fundații superficiale în Franța și drumuri pavate înguste de-a lungul frontierei și în Belgia. În Franța, drumurile erau închise de către autoritățile locale în timpul dezghețului pentru a păstra terenurile agricole și marcate de Barrières fermėes, care în 1914 erau ignorate de către șoferii de camion britanici. Dificultatea de mișcare după ce vara se termina determina folosirea forței de muncă civile la întreținerea drumurilor, lăsând apărarea terenului în sarcina soldaților din prima linie.

## Preludiu

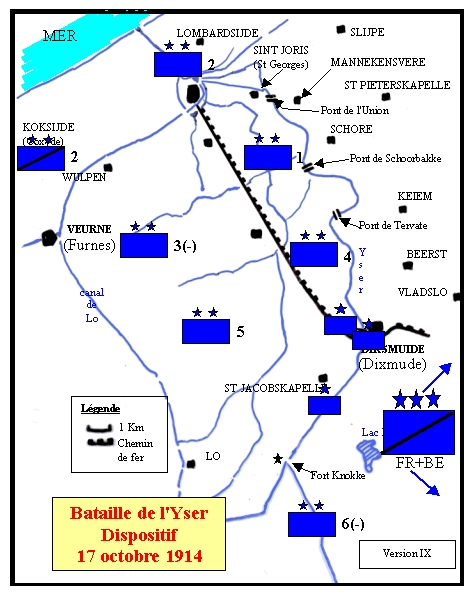
Poziția diviziilor belgiene la 16 octombrie 1914

Retragerea Armatei Belgiene a continuat pe 11 și 12 octombrie, acoperită de trupele de cavalerie, bicicliști și de mitraliori. Pe 14 octombrie, armata Belgiană a început să sape tranșee de-a lungul râului Yser, diviziile a 6-a și a 5-a s-au deplasat către nord, s-a unit la Boesinghe, apoi spre nord de-a lungul canalului Yser către Pușcașii marini din Dixmude. Diviziile a 4-a, 1-a și a 2-a au prelungit linia la nord, cu posturi avansate la Beerst, Keyem, Schoore și Mannekensvere, la aproximativ 1,6 km în fața malului de est. Un cap de pod a fost organizat, de asemenea, în zonele de coastă din apropiere de Lombartzyde și Westende pentru a apăra orașul Nieuport, iar Divizia a 2-a de Cavalerie s-a aflat în rezervă. Pe 18 octombrie, diviziile franceze de infanterie 87 și 89 au preluat apărarea liniei frontului la sud de Fort Knokke de la Divizia a 6-a belgiană, care s-a mutat pe frontul de pe Yser. Pe 21 octombrie, Armata Belgiană a fost întărită cu Divizia a 42-a franceză, comandată de Paul François Grossetti.
Aliații au constituit o forță navală sub conducerea amiralului britanic Horace Hood cu trei monitoare (Severn, Humber și Mersey) și tot felul de alte ambarcațiuni pentru a oferi suport de artilerie grea apărătorilor aliați a flancului dinspre mare.
Forțele germane erau compuse din nou-formata Armată a 4-a, comandată de ducele de Württemberg, cu Corpul III de Rezervă de la Anvers și patru noi corpuri de rezervă din Germania, împreună cu unități de cavalerie și de artilerie grea. Ele s-au deplasat la sud de Bruges și Oostende, în direcția râului Yser, pentru a se masa pe o linie de la Nieuwpoort la Ypres.

## Lupta

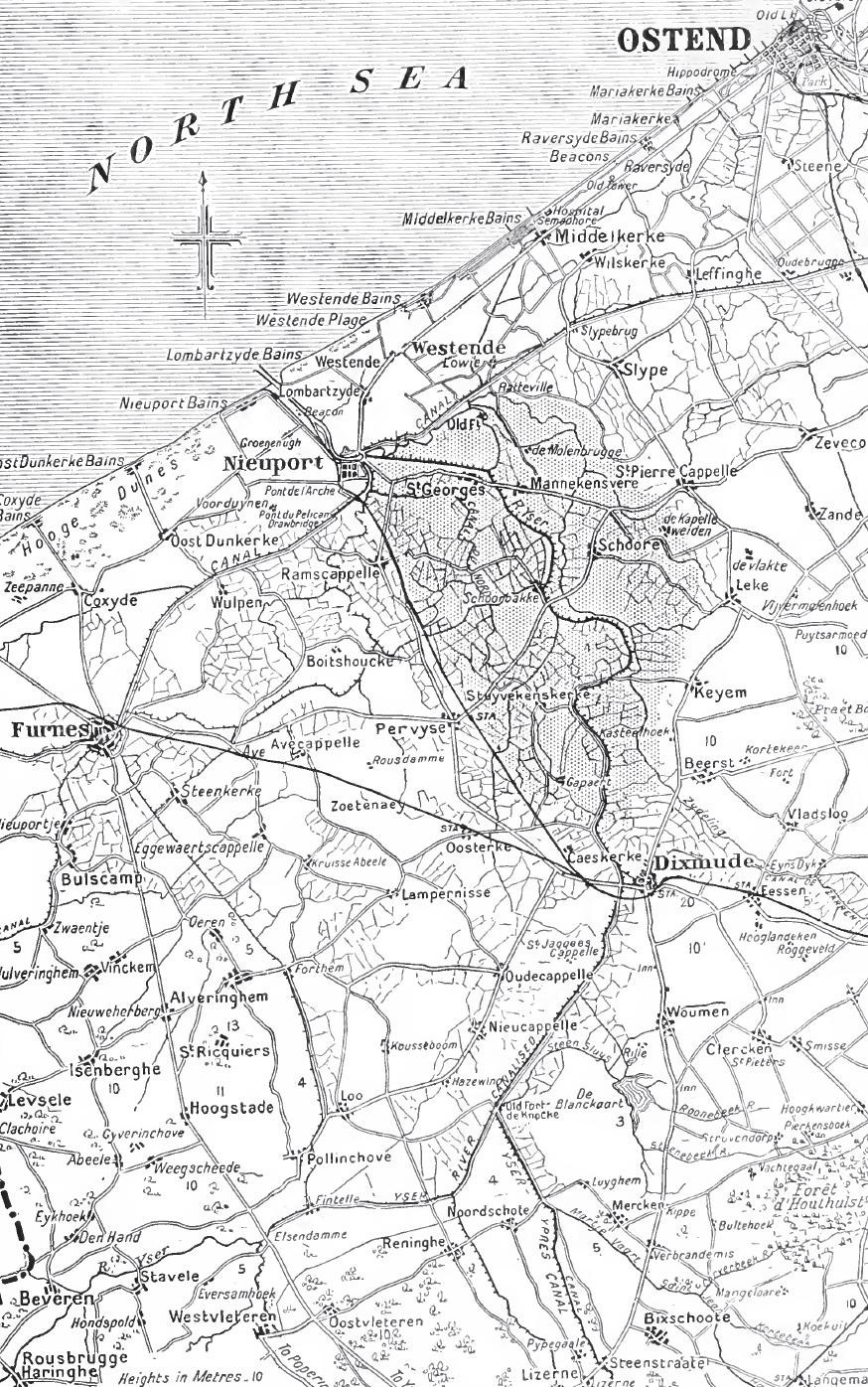
Inundațiile râului Yser, 1914

Diksmuide a fost atacat pe 16 octombrie și apărat de trupele franceze și belgiene comandate de colonelul Alphonse Jacques, care va primi mai târziu titlul de baron „de Dixmude” pentru rolul său în apărarea orașului. În ciuda pierderilor grele, belgienii și francezii au reușit să apere orașul. Presa, politicienii, personalitățile literare și militare au influențat opinia publică, afirmând că apărarea orașului a fost atât strategică, cât și eroică.
Pe 18 octombrie, ofensiva germană a început și a copleșit trupele aliate de la Nieuwpoort către sud, înspre Arras. Obiectivul a fost învingerea armatelor belgiene și franceze și blocarea accesului britanicilor către Calais, Boulogne și Dunkerque. Corpul III de Rezervă a atacat defensiva belgiană pe o linie de la Diksmuide spre mare, fără a se îngriji de pierderi. Germanii au capturat posturile avansate de la Keiem, Schoore și Mannekensvere și au ajuns la Yser, în ciuda focului executat de flotila anglo-franceză, care a bombardat trupele germane de-a lungul coastei până la Middelkerke. Divizia a 4-a nu a putut traversa Yserul la Nieuwpoort din cauza bombardamentului de pe navele aliate.
Pe 21 octombrie, germanii au reușit să stabilească un mic cap de pod pe malul de vest, în ciuda unui contraatac al nou-sositei Divizii a 42-a franceză și ultimul pod a fost aruncat în aer pe 23 octombrie. Diksmuide a fost supus unor atacuri și bombardamente germane repetate, dar orașul a rezistat eroic. Înaltul comandament francez a plănuit inundarea unei mari părți a teritoriului lor ca o măsură de apărare. Acest lucru ar fi pus Armata Belgiană în situația dificilă de a fi prinsă între inundații și inamicii germanii sau să abandoneze ultima parte neocupată a  Belgiei. Planul a fost amânat, deoarece Armata Belgiană a început pregătirile pentru a inunda zona dintre Yser și canalele afluenților săi. Pe 25 octombrie, presiunea germană asupra belgienilor devenise atât de puternică încât s-a luat decizia inundării întregii linii a frontului belgian. După un alt experiment eșuat pe 21 octombrie, belgienii au reușit să deschidă stăvilarele de la Nieuwpoort în timpul nopților de 26-29 octombrie, când aveau loc maree înalte, nivelul apei crescând constant până ce a reușit să inunde o zonă cu lățimea de 1,6 km, care se întindea în sud până la Diksmuide.
Germanii au lansat un alt atac mare pe Yser pe 30 octombrie. Atacul a lovit linia a doua belgiană, iar trupele germane au ajuns la Ramskapelle și Pervijze. Atacul a fost blocat de către contraatacurile belgiene și franceze care au dus la recuperarea orașului Ramskapelle. Atacul final, planificat pentru a doua zi, a fost anulat atunci când germanii au devenit conștienți că terenurile din spatele lor erau inundate. Ei s-au retras în aceeași noapte. La data de 10 noiembrie, Diksmuide a căzut și luptele au continuat până pe 22 noiembrie, mai la sud, în Prima bătălie de la Ypres.

## Urmări
Armata Germană nu a reușit să învingă Armata Belgiană, iar păstrarea ultimului colț neocupat al Belgiei a încheiat Cursa către mare și perioada de război deschis. Linia frontului s-a stabilizat de-a lungul râului Yser, care a devenită cunoscută ca Frontul de pe Yser, și a continuat să fie păstrată de forțele belgiene până în 1918, cu puține deplasări. În istoria oficială britanică, J. E. Edmonds a scris în 1925 că pierderile germane între Gheluvelt și coasta Mării Nordului au fost în perioada 18 octombrie -30 noiembrie de circa 76.250 de militari. În 2010, Sheldon a scris că în perioada 18-30 octombrie Armata Belgiană a avut 20.000 de pierderi umane și că pierderile germane ar fi fost mult mai mari. Lupta armatei belgiene pentru a-și apăra teritoriul său pe tot parcursul războiului și acțiunile infanteriștilor flamanzi au condus la o creștere a sentimentului național flamand și la fondarea Frontbeweging, primul partid al Mișcării Flamande, în 1917.